# Aguzzoli & Co.
Aguzzoli & Co. war ein kurzlebiger italienischer Hersteller von Sport- und Rennwagen mit Sitz in Parma. Gründer und Inhaber waren der Geschäftsmann Sergio Aguzzoli und der Techniker Luigi Bertocco. Das einzige Modell war die zweitürige Berlinetta Aguzzoli Condor, die von 1962 bis 1964 nur zweimal in stark voneinander abweichenden Versionen gebaut wurde. Der Condor kam bis 1965 bei einigen italienischen Motorsportwettbewerben zum Einsatz.

## Unternehmensgeschichte
Gründer und Inhaber von Aguzzoli & Co. waren Sergio Aguzzoli und Luigi Bertocco. Sergio Aguzzoli (1929–2008) entstammte einer wohlhabenden Familie aus Parma, die im Handel mit Lebensmitteln – vor allem mit Salami – erfolgreich tätig war. Sergio Aguzzoli hatte eine Neigung zum Automobilsport und hatte in den 1950er-Jahren als Privatfahrer unter anderem an mehreren Auflagen der Mille Miglia teilgenommen. Ab 1955 war er zusammen mit seinem Vater Giovanni Aguzzoli Teilhaber einer Alfa-Romeo-Vertretung in Parma, in der auch Karts für Wettbewerbe vorbereitet wurden. Luigi Bertocco war Rennfahrer und arbeitete in den 1950er-Jahren als Techniker und Testfahrer für Ferrari.
1962 hatten Aguzzoli und Bertocco die Idee, einen Rennwagen mit Alfa-Romeo-Technik zu konstruieren. Dafür wurde Aguzzoli & Co. gegründet. Sergio Aguzzoli war für die Finanzierung des Projekts verantwortlich, während Bertocco die technische Seite betreute. Ziel war es, über Erfolge bei Motorsportveranstaltungen das öffentliche Interesse an dem Auto zu wecken und den Markt für eine Kleinserie davon abgeleiteter Straßensportwagen zu schaffen. Einigen Quellen zufolge bemühte sich Aguzzoli darum, für das Motorsportprogramm Werksunterstützung von Alfa Romeo zu erhalten und mittelfristig das offizielle Werksteam des Mailänder Automobilherstellers zu werden. Das gelang letztlich nicht, weil Alfa Romeo im Herbst 1963 eine Verbindung mit dem von Carlo Chiti gegründeten Unternehmen Autodelta einging. Aguzzoli brachte bis 1964 zwei als Condor bezeichnete Prototypen bei einer Reihe italienischer Sportwagenrennen an den Start und erzielte dabei Achtungserfolge.
1964 kam es zu einem Zerwürfnis zwischen Aguzzoli und Bertocco, bei dem es um die Frage ging, wem die Rechte an den bis dahin entstandenen Rennwagen gehörten. Bertocco trat aus dem Unternehmen aus, das 1964 aufgelöst wurde. Letztlich entschied ein Gericht zugunsten Aguzzolis. Die Familie Aguzzoli stellte ihre Autos noch bis 1966 wechselnden Rennfahrern zur Verfügung und zog sich danach dauerhaft aus dem Rennwagengeschäft zurück. Bertocco konstruierte in den folgenden Jahren einen Formel-2-Rennwagen, der nur einmal – zum Großen Preis von Rom 1967 – gemeldet und im Rennen disqualifiziert wurde, weil er zu langsam war und durch seine geringe Geschwindigkeit eine Gefahr für die anderen Rennfahrer darstellte. Einer Quelle zufolge trug auch dieses Auto die Bezeichnung Condor.

## Aguzzoli Condor
Unter der Bezeichnung Aguzzoli Condor (manchmal auch: Condor Aguzzoli) entstanden 1963/64 zwei Prototypen eines geschlossenen zweisitzigen Rennwagens. Ihre Entwicklung leitete Luigi Bertocco.
Die Autos enthielten zahlreiche Fremdkomponenten. Der Rohrrahmen wurde bei Neri e Bonacini hergestellt und möglicherweise auch konstruiert; einer Quelle zufolge war der spätere Rennwagenkonstrukteur Giampaolo Dallara am Bau des Rahmens beteiligt. Der Motor kam aus der Serienproduktion von Alfa Romeo und wurde im Laufe der Monate zunehmend stärker getunt. Die Kraftübertragung übernahm beim ersten Prototyp ein Vierganggetriebe aus dem Citroën DS; beim zweiten Fahrzeug kam ein Getriebe von Hewland zum Einsatz. Die Aluminiumkarosserie des ersten Prototyps wurde von Piero Drogos Karosseriebauunternehmen Carrozzeria Sports Cars in Modena gestaltet und hergestellt; sie war unter großem Zeitdruck entstanden. Die stilistisch davon stark abweichende Karosserie des zweiten Prototyps hatte der Bildhauer und Designer Franco Reggiano entworfen; sie bestand aus glasfaserverstärktem Kunststoff. Im Gegensatz zum Drogo-Aufbau des ersten Prototyps, der als außerordentlich unattraktiv empfunden wurde, galt Reggianis Karosserie als ästhetisch gelungen.
Der erste Prototyp des Condor ging 1966 an Piero Drogo zurück und wurde zerlegt. Das Auto existiert nicht mehr. Der zweite Prototyp wurde etwa 1967 stillgelegt. Zu Beginn des 21. Jahrhunderts wurde er in einem Lagerraum aufgefunden und schrittweise restauriert. Er ist fahrbereit und wird gelegentlich öffentlich gezeigt.
Von 1964 bis 1966 gingen beide Versionen des Aguzzoli Condor bei insgesamt einem knappen Dutzend Sportwagen- und Bergrennen an den Start. Zu den Fahrern gehörten Luigi Bertocco, Ernesto Brambilla, Giancarlo Galimberti, Umberto Masetti, Enrico Pinto und Luciano Selva. Einzelne von ihnen erzielten mit dem Condor Klassensiege, so etwa Brambilla bei der Coppa F.I.S.A. im Dezember 1964.